# Diphyus inflatus
Diphyus inflatus is een insect dat behoort tot de orde der vliesvleugeligen (Hymenoptera) en de familie van de gewone sluipwespen (Ichneumonidae). De wetenschappelijke naam van de soort werd voor het eerst geldig gepubliceerd door Berthoumieu in 1897.